# Trichocentrum andreanum
Trichocentrum andreanum là một loài thực vật có hoa trong họ Lan. Loài này được (Cogn.) R.Jiménez & Carnevali mô tả khoa học đầu tiên năm 2002.